# Bomolocha squalida
Bomolocha squalida là một loài bướm đêm trong họ Noctuidae.